# 72e cérémonie des British Academy Film Awards

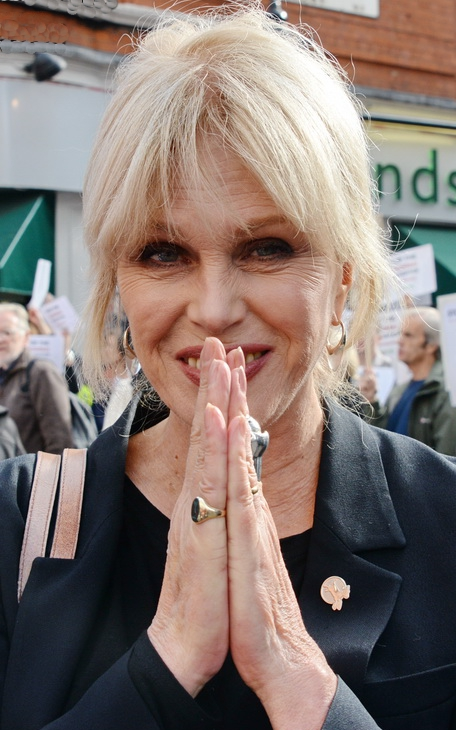
Joanna Lumley, hôte de la cérémonie.

La 72e cérémonie des British Academy Film Awards (BAFA), organisée par la British Academy of Film and Television Arts (BAFTA), a eu lieu le 10 février 2019 au Royal Albert Hall pour récompenser les films sortis en 2018. La cérémonie a été présentée par Joanna Lumley.
Les nominations sont dévoilées le 9 janvier 2019. C'est le film La Favorite qui est le plus nommé, avec 10 nominations.
Le film Roma de Alfonso Cuarón reçoit les prix majeurs du meilleur film et du meilleur réalisateur alors que le film La Favorite de Yórgos Lánthimos remporte sept récompenses.

## Palmarès
Les nominations sont annoncées le 9 janvier 2019.

### Meilleur film
Note : la catégorie du meilleur film récompense les producteurs.
- Roma de Alfonso Cuarón et Gabriela Rodriguez
  - BlacKkKlansman : J'ai infiltré le Ku Klux Klan de Jason Blum, Spike Lee, Raymond Mansfield, Sean McKittrick (en) et Jordan Peele
  - La Favorite de Ceci Dempsey, Ed Guiney (en), Yórgos Lánthimos et Lee Magiday
  - Green Book de Jim Burke (en), Brian Hayes Currie, Peter Farrelly, Nick Vallelonga et Charles B. Wessler (en)
  - A Star is Born de Bradley Cooper, Bill Gerber (en) et Lynette Howell Taylor

### Meilleur film britannique
Note : la catégorie du meilleur film britannique récompense les producteurs.
- La Favorite de Yórgos Lánthimos, Ceci Dempsey, Ed Guiney (en), Lee Magiday, Deborah Davis et Tony McNamara
  - Jersey Affair (Beast) de Michael Pearce, Kristian Brodie, Lauren Dark et Ivana MacKinnon
  - Bohemian Rhapsody de Bryan Singer, Graham King et Anthony McCarten
  - McQueen de Ian Bonhôte, Peter Ettedgui, Andee Ryder et Nick Taussig (en)
  - Stan et Ollie (Stan & Ollie) de Jon S. Baird, Faye Ward et Jeff Pope
  - A Beautiful Day (You Were Never Really Here) de Lynne Ramsay, Rosa Attab, Pascal Caucheteux et James Wilson

### Meilleur réalisateur
- Alfonso Cuarón pour Roma
  - Spike Lee pour BlacKkKlansman : J'ai infiltré le Ku Klux Klan
  - Paweł Pawlikowski pour Cold War
  - Yórgos Lánthimos pour La Favorite
  - Bradley Cooper pour A Star Is Born

### Meilleur acteur
- Rami Malek pour son rôle de Freddie Mercury dans Bohemian Rhapsody
  - Bradley Cooper pour son rôle de Jackson Maine dans A Star Is Born
  - Christian Bale pour son rôle de Dick Cheney dans Vice
  - Steve Coogan pour son rôle de Stan Laurel dans Stan & Ollie
  - Viggo Mortensen pour son rôle de Tony Lip dans Green Book : Sur les routes du sud

### Meilleure actrice
- Olivia Colman pour son rôle de reine Anne dans La Favorite
  - Glenn Close pour son rôle de Joan Castleman dans The Wife
  - Lady Gaga pour son rôle de Ally Campana dans A Star Is Born
  - Melissa McCarthy pour son rôle de Lee Israel dans Can You Ever Forgive Me?
  - Viola Davis pour son rôle de Veronica Rawlings dans Les Veuves

### Meilleur acteur dans un second rôle
- Mahershala Ali pour son rôle de Don Shirley dans Green Book : Sur les routes du sud
  - Adam Driver pour son rôle de Flip Zimmerman dans BlacKkKlansman : J'ai infiltré le Ku Klux Klan
  - Richard E. Grant pour son rôle de Jack Hock dans Can You Ever Forgive Me?
  - Sam Rockwell pour son rôle de George W. Bush dans Vice
  - Timothée Chalamet pour son rôle de Nic Sheff dans My Beautiful Boy

### Meilleure actrice dans un second rôle
- Rachel Weisz pour son rôle de Sarah Churchill dans La Favorite
  - Amy Adams pour son rôle de Lynne Cheney dans Vice
  - Claire Foy pour son rôle de Janet Shearon Armstrong dans First Man : Le Premier Homme sur la Lune
  - Emma Stone pour son rôle de Abigail Masham dans La Favorite
  - Margot Robbie pour son rôle de Élisabeth Ire dans Marie Stuart, reine d'Écosse

### Meilleur scénario original
- La Favorite – Deborah Davis et Tony McNamara
  - Cold War – Janusz Głowacki et Paweł Pawlikowski
  - Green Book : Sur les routes du sud – Brian Hayes Currie, Peter Farrelly et Nick Vallelonga
  - Roma – Alfonso Cuarón
  - Vice – Adam McKay

### Meilleur scénario adapté
- BlacKkKlansman : J'ai infiltré le Ku Klux Klan – Spike Lee, David Rabinowitz, Charlie Wachtel et Kevin Willmott (en)
  - Can You Ever Forgive Me? – Nicole Holofcener et Jeff Whitty (en)
  - First Man : Le Premier Homme sur la Lune – Josh Singer
  - Si Beale Street pouvait parler – Barry Jenkins
  - A Star Is Born – Bradley Cooper, Will Fetters et Eric Roth

### Meilleurs décors
- La Favorite - Fiona Crombie and Alice Felton
  - Les Animaux fantastiques : Les Crimes de Grindelwald - Stuart Craig et Anna Pinnock
  - First Man : Le Premier Homme sur la Lune - Nathan Crowley et Kathy Lucas
  - Le Retour de Mary Poppins – John Myhre et Gordon Sim
  - Roma - Eugenio Caballero and Bárbara Enríquez

### Meilleurs costumes
- La Favorite - Sandy Powell
  - La Ballade de Buster Scruggs - Mary Zophres
  - Bohemian Rhapsody - Julian Day
  - Le Retour de Mary Poppins - Sandy Powell
  - Marie Stuart, reine d'Écosse - Alexandra Byrne

### Meilleurs maquillages et coiffures
- La Favorite - Nadia Stacey
  - Bohemian Rhapsody - Mark Coulier et Jan Sewell
  - Marie Stuart, reine d'Écosse - Jenny Shircore (en)
  - Stan et Ollie - Mark Coulier et Jeremy Woodhead
  - Vice - Kate Biscoe, Greg Cannom (en), Patricia DeHaney et Chris Gallaher

### Meilleure photographie
- Roma de Alfonso Cuarón
  - Bohemian Rhapsody de Newton Thomas Sigel
  - Cold War de Łukasz Żal
  - La Favorite de Robbie Ryan
  - First Man : Le Premier Homme sur la Lune de Linus Sandgren

### Meilleur montage
- Vice - Hank Corwin
  - Bohemian Rhapsody - John Ottman
  - La Favorite - Yorgos Mavropsaridis
  - First Man : Le Premier Homme sur la Lune - Tom Cross
  - Roma - Alfonso Cuarón et Adam Gough

### Meilleurs effets visuels
- Black Panther - Geoffrey Baumann, Jesse James Chisholm, Craig Hammack (en) et Dan Sudick (en)
  - Avengers: Infinity War - Dan DeLeeuw (en), Russell Earl (en), Kelly Port et Dan Sudick (en)
  - Les Animaux fantastiques : Les Crimes de Grindelwald - Tim Burke, Andy Kind, Christian Manz et David Watkins
  - First Man : Le Premier Homme sur la Lune - Ian Hunter, Paul Lambert, Tristan Myles et J.D. Schwalm
  - Ready Player One - Matthew E. Butler (en), Grady Cofer, Roger Guyett et Dave Shirk (en)

### Meilleur son
- Bohemian Rhapsody - John Casali, Tim Cavagin, Nina Hartstone, Paul Massey (en) et John Warhurst
  - First Man : Le Premier Homme sur la Lune - Mary H. Ellis (en), Mildred Iatrou Morgan (en), Ai-Ling Lee (en), Frank A. Montaño (en) et Jon Taylor (en)
  - Mission impossible : Fallout - Gilbert Lake, James H. Mather, Christopher Munro et Mike Prestwood Smith (en)
  - Sans un bruit - Erik Aadahl, Michael Barosky, Brandon Procter et Ethan Van der Ryn
  - A Star Is Born - Steve A. Morrow (en), Alan Robert Murray, Jason Ruder, Tom Ozanich et Dean A. Zupancic

### Meilleure musique de film
- A Star Is Born - Bradley Cooper, Lady Gaga et Lukas Nelson
  - BlacKkKlansman : J'ai infiltré le Ku Klux Klan - Terence Blanchard
  - Si Beale Street pouvait parler - Nicholas Britell
  - L'Île aux chiens - Alexandre Desplat
  - Le Retour de Mary Poppins - Marc Shaiman

### Meilleur film en langue étrangère
- Roma d'Alfonso Cuarón -  Mexique
  - Capharnaum de Nadine Labaki -  Liban
  - Cold War de Paweł Pawlikowski -  Pologne
  - Dogman de Matteo Garrone -  Italie
  - Une affaire de famille d'Hirokazu Kore-eda -  Japon

### Meilleur film d'animation
- Spider-Man: New Generation de Bob Persichetti, Peter Ramsey et Rodney Bettman
  - Les Indestructibles 2 de Brad Bird
  - L'Île aux chiens de Wes Anderson

### Meilleur film documentaire
- Free Solo de Elizabeth Chai Vasarhelyi (en) et Jimmy Chin
  - McQueen de Ian Bonhôte et Peter Ettedgui
  - RBG de Julie Cohen et Betsy West
  - Pour les soldats tombés (They Shall Not Grow Old) de Peter Jackson
  - Three Identical Strangers de Tim Wardle, Grace Hughes-Hallett et Becky Read

### Meilleur court métrage
- 73 Cows - Alex Lockwood
  - Bachelor, 38 - Angela Clarke
  - The Blue Door - Ben Clark, Megan Pugh et Paul Taylor
  - The Field - Sandhya Suri et Balthazar de Ganay
  - Wale - Barnaby Blackburn, Sophie Alexander, Catherine Slater et Edward Speleers

### Meilleur court métrage d'animation
- RoughHouse - Jonathan Hodgson et Richard Van Den Boom
  - I'm OK - Elizabeth Hobbs, Abigail Addison et Jelena Popović
  - Marfa - Gary McLeod et Myles McLeod

### Meilleur nouveau scénariste, réalisateur ou producteur britannique
- Michael Pearce (scénariste/réalisateur), Lauren Dark (producteur) – Jersey Affair (Beast)
  - Daniel Kokotajilo (scénariste/réalisateur) – Apostasy (en)
  - Chris Kelly (scénariste/réalisateur/producteur) – A Cambodian Spring
  - Leanne Welham (scénariste/réalisateur), Sophie Harman (producteur) – Pili
  - Richard Billingham (scénariste/réalisateur), Jacqui Davies (producteur) – Ray & Liz

### EE Rising Star Award
Meilleur espoir, résultant d'un vote du public.
- Letitia Wright
  - Jessie Buckley
  - Cynthia Erivo
  - Barry Keoghan
  - Lakeith Stanfield

### BAFTA Fellowship
BAFTA d'Honneur
- Thelma Schoonmaker

### Outstanding British Contribution To Cinema
BAFTA d'Honneur
- Number 9 Films

## Statistiques

### Nominations multiples
- 10 : La Favorite
- 07 : A Star Is Born, Bohemian Rhapsody, First Man : Le Premier Homme sur la Lune, Roma
- 06 : Vice
- 05 : BlacKkKlansman : J'ai infiltré le Ku Klux Klan
- 04 : Cold War, Green Book : Sur les routes du sud
- 03 : Can You Ever Forgive Me?, Le Retour de Mary Poppins, Marie Stuart, reine d'Écosse, Stan et Ollie
- 02 : Les Animaux fantastiques : Les Crimes de Grindelwald, Si Beale Street pouvait parler, L'Île aux chiens

### Récompenses multiples
- 7 : La Favorite
- 4 : Roma
- 2 : Bohemian Rhapsody